# Bahía Hound
Bahía Hound o Bahía Jorge (según la toponimia argentina) es una bahía de 4 km (2,5 millas) de ancho en su boca y se aleja 5 km (3 millas), entre Punta Tijuca y Cabo Vakop. Se encuentra en la costa norte-central de la isla San Pedro, al sur de la bahía Nueva Fortuna.
Dicha isla forma parte del archipiélago de las Georgias del Sur, considerado por la Organización de las Naciones Unidas (ONU) como un territorio en litigio de soberanía entre el Reino Unido —que lo administra como parte de un territorio británico de ultramar— y la República Argentina, que reclama su devolución, y lo incluye en el departamento Islas del Atlántico Sur de la provincia de Tierra del Fuego, Antártida e Islas del Atlántico Sur.
La Encuesta de las Georgias del Sur, 1951-1952, informó que esta bahía fue más conocida de los balleneros y cazadores de focas como "Bikjebugten" (la palabra Bikje implicando cualquier tipo de baja canina). El nombre Hound Bay, propuesto por el Comité Antártico de Lugares Geográficos del Reino Unido el cual es una forma de inglés de este nombre.

## Historia
En el marco de la guerra de las Malvinas, el 21 de abril de 1982, el Special Boat Service británico aterrizó en la playa de la Bahía Jorge desde helicópteros basados en el HMS Endurance, fracasando en su intento de cruzar a las posiciones argentinas a través Valle Sörling, y al este de la bahía Guardia Nacional, donde fueron rechazados por la nieve y el hielo los días 22-24 de abril.